# Chincha-szigetek
Koordináták: d. sz. 13,64°, ny. h. 76,40°13.640000°S 76.400000°W

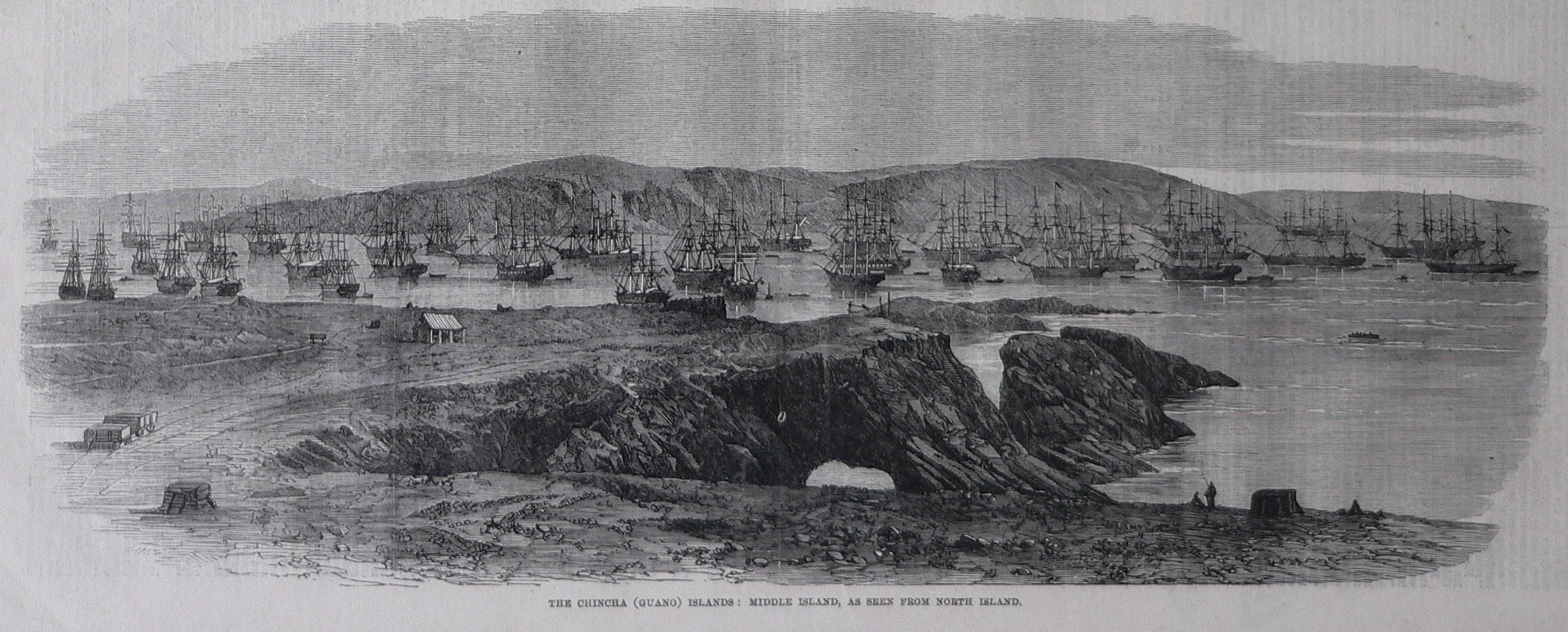
Guanót szállító hajók a Chincha-szigeteknél 1863. február 21-én, a guanóbányászat fénykorában

A Chincha-szigeteket (spanyolul Islas Chincha) három kicsiny sziget alkotja. A szigetek a perui Ica megyéhez tartoznak, az ország délnyugati tengerpartján elterülő Pisco nevű várostól 21 kilométerre, a Csendes-óceánban találhatók. A területükön lerakódott nagy mennyiségű guanóról voltak nevezetesek, de készleteik 1874-re nagyrészt kimerültek.
A legnagyobb sziget, Isla Chincha Norte (Északi Chincha-sziget), 1,3 km hosszú, 1 km széles, és 34 méterrel emelkedik a tengerszint fölé. Isla Chincha Centro (Középső Chincha-sziget) majdnem akkora, mint északi szomszédja, míg Isla Chincha Sur (Déli Chincha-sziget) nagyjából feleakkora. A szigeteket nagyrészt gránit alkotja. Tengerpartjuk végig sziklaszirtekből áll, melyeken számtalan tengeri madár fészkel.
A szigeteket valamikor a chincha nép lakta, de mára már csak néhány régészeti lelet emlékeztet rájuk. Peru 1840-ben kezdte meg a guanó exportját. Spanyolország (amely csak 1879-ben ismerték el Peru függetlenségét) igényt tartott a guanóból származó profitra, ezért 1864 áprilisában elfoglalta a szigeteket, elindítva ezzel a Chincha-szigeteki háborút.

## Fordítás
Ez a szócikk részben vagy egészben  a   Chincha Islands című angol Wikipédia-szócikk fordításán alapul.  Az eredeti cikk szerkesztőit annak laptörténete sorolja fel. Ez a jelzés csupán a megfogalmazás eredetét és a szerzői jogokat jelzi, nem szolgál a cikkben szereplő információk forrásmegjelöléseként.